# Miss Universo Italia
Miss Universo Italia è un concorso di bellezza femminile che si tiene annualmente in Italia per selezionare le rappresentanti nazionali per il concorso di Miss Universo.
Il concorso è stato istituito nel 2005 e non ha nulla a che vedere con Miss Italia, benché alcune concorrenti siano passate da un concorso all'altro nel corso degli anni. La rappresentante italiana per Miss Universo veniva scelta da Miss Italia sino al 1999 e da La Miss per Miss Universo dal 2000 al 2004.
Le concorrenti italiane ad aver avuto il miglior risultato sono state Daniela Bianchi e Roberta Capua, arrivate seconde rispettivamente nel 1960 e nel 1987. Vincitrici
- : Qualificata tra le 5/6 finaliste
- : Qualificata come semifinalista
- : Ha ricevuto un premio speciale

| Anno | Vincitrice              | Provenienza            | Piazzamento            | Altri Premi            | Concorso di selezione     |
| ---- | ----------------------- | ---------------------- | ---------------------- | ---------------------- | ------------------------- |
| 1952 | Giovanna Mazzotti       | Lombardia              | -                      | -                      | Miss Italia               |
| 1953 | Rita Stazi              | Lazio                  | Top 16                 | -                      | Miss Italia               |
| 1954 | Maria Teresa Paliani    | Lazio                  | Top 16                 | -                      | Miss Italia               |
| 1955 | Elena Fancera           | Toscana                | -                      | -                      | Miss Italia               |
| 1956 | Rossana Galli           | Lombardia              | 5ª classificata        | -                      | Miss Italia               |
| 1957 | Valeria Fabrizi         | Veneto                 | Top 15                 | -                      | Miss Italia               |
| 1958 | Clara Coppola           | Campania               | -                      | -                      | Miss Italia               |
| 1959 | Maria Grazia Buccella   | Lombardia              | -                      | -                      | Miss Italia               |
| 1960 | Daniela Bianchi         | Lazio                  | 2ª classificata        | Miss Photogenic        | Miss Italia               |
| 1961 | Vivianne Romano         | Campania               | -                      | -                      | Miss Italia               |
| 1962 | Isa Stoppi              | Lazio                  | -                      | -                      | Miss Italia               |
| 1963 | Gianna Serra            | Marche                 | Top 15                 | -                      | Miss Italia               |
| 1964 | Emanuela Stramana       | Lazio                  | Top 10                 | Miss Photogenic        | Miss Italia               |
| 1965 | Erika Jorger            | Trentino-Alto Adige    | -                      | -                      | Miss Italia               |
| 1966 | Paola Bassolino         | Campania               | -                      | -                      | Miss Italia               |
| 1967 | Paola Rossi             | Veneto                 | Top 15                 | -                      | Miss Italia               |
| 1968 | Cristina Businari       | Lazio                  | -                      | -                      | Miss Italia               |
| 1969 | Diana Coccorese         | Campania               | -                      | -                      | Miss Italia               |
| 1970 | Anna Zamboni            | Marche                 | Top 15                 | -                      | Miss Italia               |
| 1971 | Mara Palvarini          | Lombardia              | -                      | -                      | Miss Italia               |
| 1972 | Isabela Specia          | Veneto                 | -                      | -                      | Miss Italia               |
| 1973 | Antonella Barci         | Calabria               | -                      | -                      | Miss Italia               |
| 1974 | Loretta Persichetti     | Lazio                  | -                      | -                      | Miss Italia               |
| 1975 | Diana Salvador          | Friuli-Venezia Giulia  | -                      | -                      | Miss Italia               |
| 1976 | Diana Scapolan          | Veneto                 | -                      | -                      | Miss Italia               |
| 1977 | Paola Biasini           | Lombardia              | -                      | -                      | Miss Italia               |
| 1978 | Andreina Mazzotti       | Emilia-Romagna         | -                      | -                      | Miss Italia               |
| 1979 | Elvira Puglisi          | Sicilia                | -                      | -                      | Miss Italia               |
| 1980 | Lory Del Santo          | Veneto                 | -                      | -                      | Miss Italia               |
| 1981 | Anna Kanakis            | Sicilia                | -                      | -                      | Miss Italia               |
| 1982 | Cinzia Fiordeponti      | Abruzzo                | 3ª classificata        | -                      | Miss Italia               |
| 1983 | Federica Moro           | Lombardia              | Top 12                 | -                      | Miss Italia               |
| 1984 | Raffaella Baracchi      | Piemonte               | -                      | -                      | Miss Italia               |
| 1985 | Beatrice Papi           | Lazio                  | -                      | -                      | Miss Italia               |
| 1986 | Susanna Huckstep        | Friuli-Venezia Giulia  | -                      | Miss Photogenic        | Miss Italia               |
| 1987 | Roberta Capua           | Campania               | 2ª classificata        | -                      | Miss Italia               |
| 1988 | Simona Ventura          | Piemonte               | -                      | -                      | Miss Italia               |
| 1989 | Cristiana Bertasi       | Sicilia                | -                      | -                      | Miss Italia               |
| 1990 | Annamaria Malipiero     | Veneto                 | -                      | -                      | Miss Italia               |
| 1991 | Maria Pia Biscotti      | Puglia                 | -                      | -                      | Miss Italia               |
| 1992 | Nessuna rappresentante  | Nessuna rappresentante | Nessuna rappresentante | Nessuna rappresentante | Nessuna rappresentante    |
| 1993 | Elisa Jacassi           | Liguria                | -                      | -                      | Miss Italia               |
| 1994 | Arianna David           | Lazio                  | Top 10                 | -                      | Miss Italia               |
| 1995 | Alessandra Meloni       | Sardegna               | -                      | -                      | Miss Italia               |
| 1996 | Anna Valle              | Sicilia                | -                      | -                      | Miss Italia               |
| 1997 | Denny Méndez            | Toscana                | Top 6                  | -                      | Miss Italia               |
| 1998 | Claudia Trieste         | Calabria               | -                      | -                      | Miss Italia               |
| 1999 | Gloria Bellicchi        | Emilia-Romagna         | -                      | -                      | Miss Italia               |
| 2000 | Annalisa Guadalupi      | Lazio                  | -                      | -                      | La Miss per Miss Universo |
| 2001 | Stefania Maria          | Lombardia              | -                      | -                      | La Miss per Miss Universo |
| 2002 | Anna Rigon              | Veneto                 | -                      | -                      | La Miss per Miss Universo |
| 2003 | Silvia Ceccon           | Veneto                 | -                      | -                      | La Miss per Miss Universo |
| 2004 | Laia Manetti            | Lazio                  | -                      | Miss Congeniality      | La Miss per Miss Universo |
| 2005 | María Teresa Francville | Veneto                 | -                      | -                      | Miss Universo Italia      |
| 2006 | Nessuna rappresentante  | Nessuna rappresentante | Nessuna rappresentante | Nessuna rappresentante | Nessuna rappresentante    |
| 2007 | Valentina Massi         | Emilia-Romagna         | -                      | -                      | Miss Universo Italia      |
| 2008 | Claudia Ferraris        | Lombardia              | Top 10                 | -                      | Miss Universo Italia      |
| 2009 | Laura Valenti           | Toscana                | -                      | -                      | Miss Universo Italia      |
| 2010 | Jessica Cecchini        | Piemonte               | -                      | -                      | Miss Universo Italia      |
| 2011 | Elisa Torrini           | Lazio                  | -                      | -                      | Miss Universo Italia      |
| 2012 | Grazia Maria Pinto      | Sicilia                | -                      | -                      | Miss Universo Italia      |
| 2013 | Luna Voce               | Calabria               | -                      | -                      | Miss Universo Italia      |
| 2014 | Valentina Bonariva      | Lombardia              | Top 15                 | -                      | Miss Universo Italia      |
| 2015 | Giada Pezzaioli         | Lombardia              | -                      | -                      | Miss Universo Italia      |
| 2016 | Sophia Sergio           | Campania               | -                      | -                      | Miss Universo Italia      |
| 2017 | Maria Polverino         | Campania               | -                      | -                      | Miss Universo Italia      |
| 2018 | Erica De Matteis        | Lazio                  | -                      | -                      | Miss Universo Italia      |
| 2019 | Sofia Trimarco          | Campania               | -                      | -                      | Miss Universo Italia      |
| 2020 | Viviana Vizzini         | Sicilia                | -                      | -                      | Miss Universo Italia      |
| 2021 | Caterina Di Fuccia      | Campania               | -                      | -                      | Miss Universo Italia      |
| 2022 | Virginia Stablum        | Trentino-Alto Adige    | -                      | -                      | Miss Universo Italia      |
| 2023 | Carmen Panepinto Zayati | Marche                 | -                      | -                      | Miss Universo Italia      |
| 2024 | Glelany Cavalcante      | Marche                 | -                      | -                      | Miss Universo Italia      |
| 2025 |                         |                        |                        |                        | Miss Universo Italia      |

## Regioni di provenienza
| Titoli | Regione               | Anni                                                                         |
| ------ | --------------------- | ---------------------------------------------------------------------------- |
| 13     | Lazio                 | 1953, 1954, 1960, 1962, 1964, 1986, 1974, 1985, 1994, 2000, 2004, 2011, 2018 |
| 10     | Lombardia             | 1952, 1956, 1959, 1971, 1977, 1983, 2001, 2008, 2014, 2015                   |
| 9      | Campania              | 1958, 1961, 1966, 1969, 1987, 2016, 2017, 2019, 2021                         |
| 9      | Veneto                | 1957, 1967, 1972, 1976, 1980, 1990, 2002, 2003, 2005                         |
| 7      | Sicilia               | 1979, 1981, 1989, 1996, 2012, 2020                                           |
| 3      | Marche                | 1963, 1970, 2023, 2024                                                       |
| 3      | Calabria              | 1973, 1998, 2013                                                             |
| 3      | Piemonte              | 1984, 1988, 2010                                                             |
| 3      | Toscana               | 1955, 1997, 2009                                                             |
| 3      | Emilia-Romagna        | 1978, 1999, 2007                                                             |
| 2      | Trentino-Alto Adige   | 1965, 2022                                                                   |
| 2      | Friuli-Venezia Giulia | 1975, 1986                                                                   |
| 1      | Sardegna              | 1995                                                                         |
| 1      | Liguria               | 1993                                                                         |
| 1      | Puglia                | 1991                                                                         |
| 1      | Abruzzo               | 1982                                                                         |
| 0      | Basilicata            |                                                                              |
| 0      | Molise                |                                                                              |
| 0      | Umbria                |                                                                              |
| 0      | Valle d'Aosta         |                                                                              |

## Galleria d'immagini

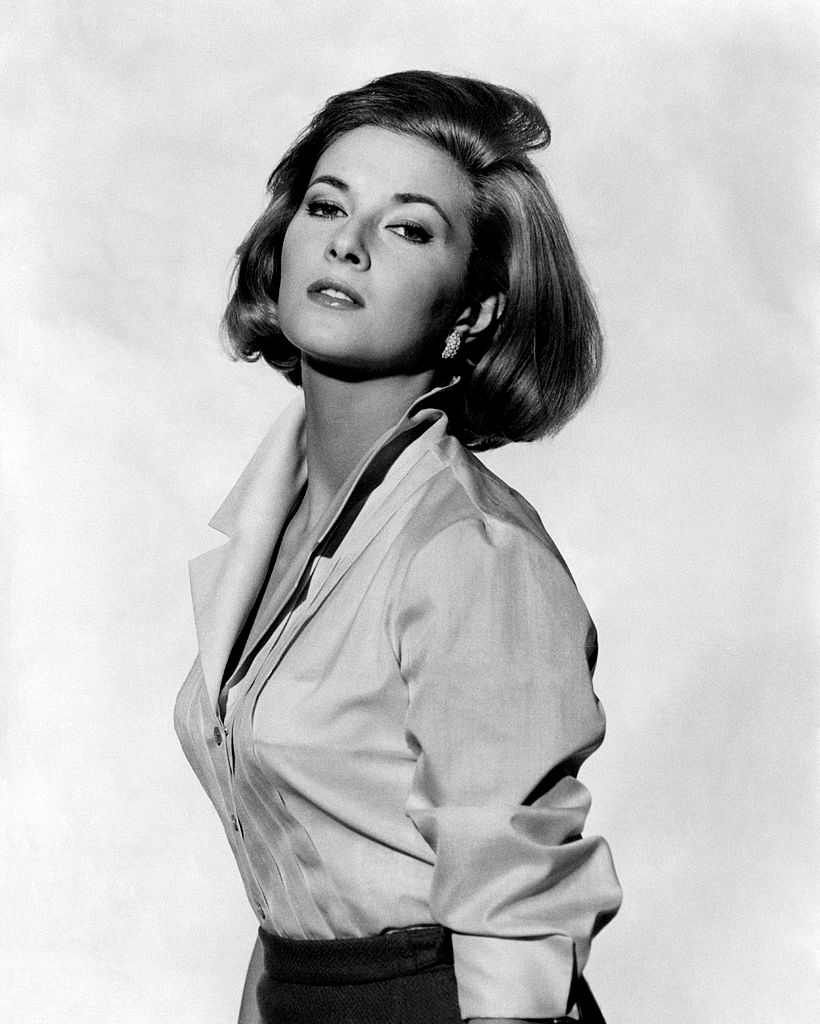
Daniela Bianchi
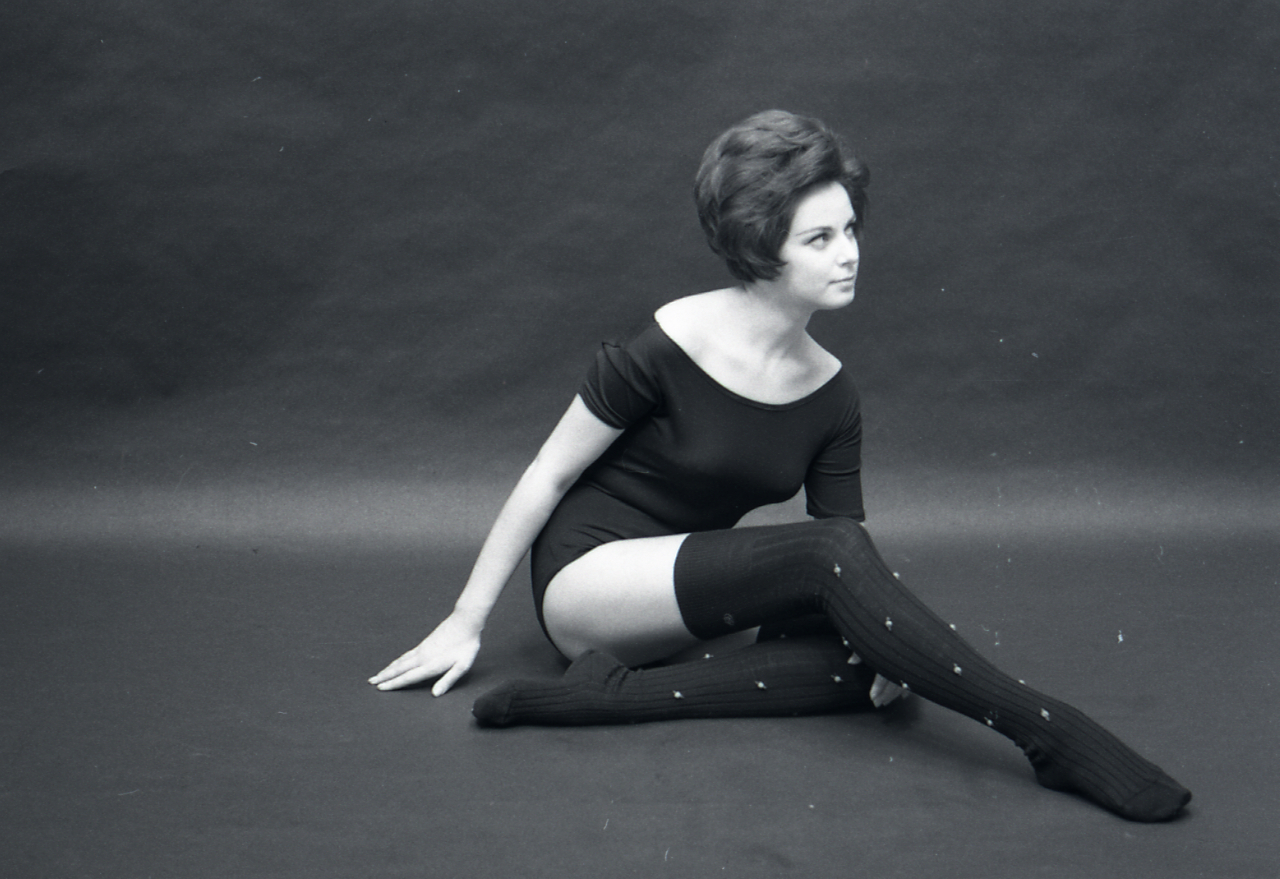
Erika Jorger
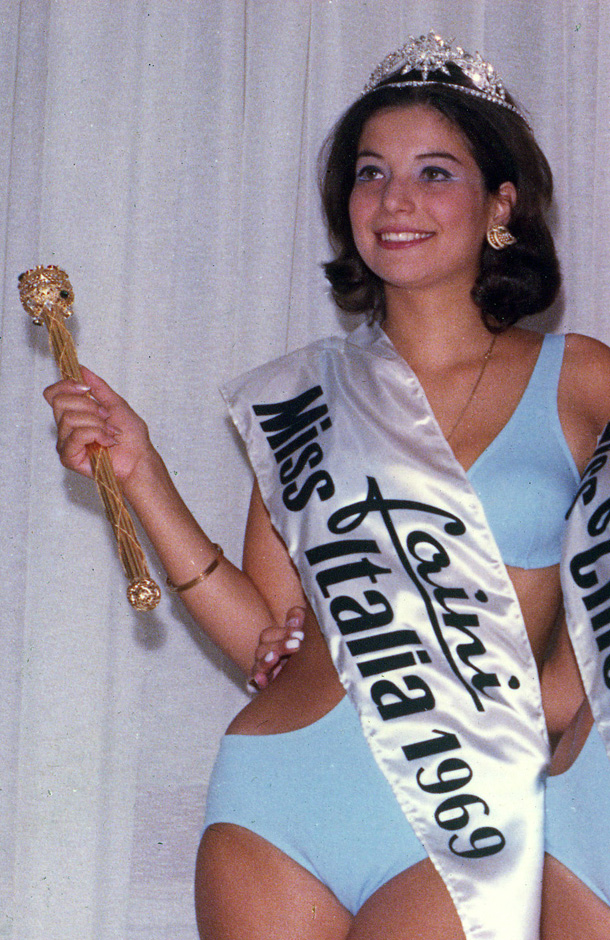
Anna Zamboni
Cinzia Fiordeponti
Roberta Capua
Arianna David
Denny Méndez
Claudia Trieste
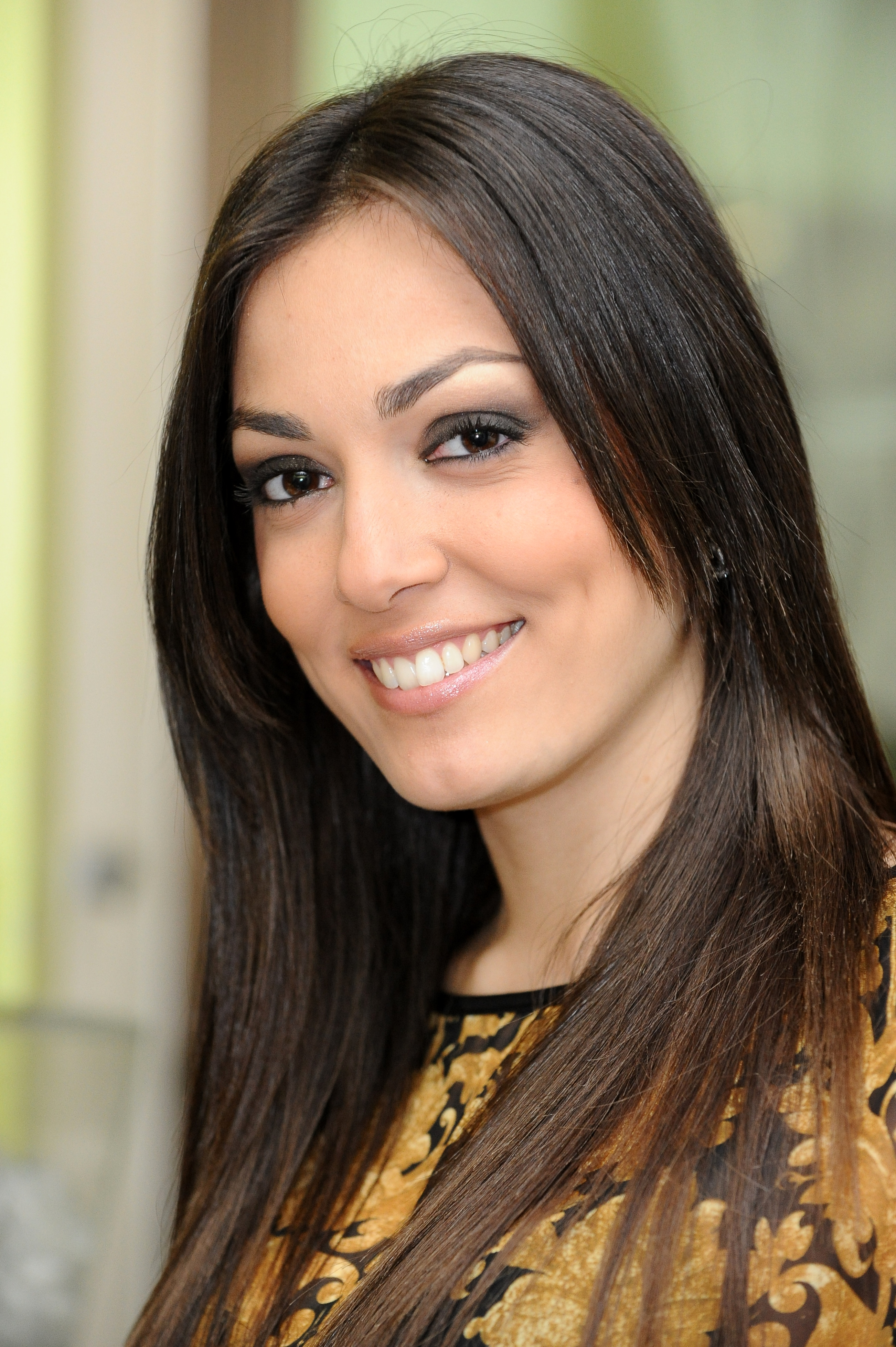
Grazia Maria Pinto